# Stephania elegans
Stephania elegans är en tvåhjärtbladig växtart som beskrevs av Joseph Dalton Hooker och Thoms.. Stephania elegans ingår i släktet Stephania och familjen Menispermaceae. Inga underarter finns listade i Catalogue of Life.